# Kneževac (Čaglin)
Kneževac je naselje u Republici Hrvatskoj u Požeško-slavonskoj županiji, u sastavu općine Čaglin.

## Zemljopis
Kneževac je smješten oko 5 km istočno od Čaglina, susjedna sela su Sapna i Sibokovac na sjeveru, Dobrogošće na jugu i Vlatkovac na istoku.

## Stanovništvo
Prema popisu stanovništva iz 2011. godine Kneževac je imao 89 stanovnika, dok je prema popis stanovništva iz 1991. godine imao 131 stanovnika.
| broj stanovnika |       |       |       |       |       | 156   | 166   | 157   | 203   | 207   | 196   | 151   | 150   | 131   | 96    | 89    | 62    |
|                 | 1857. | 1869. | 1880. | 1890. | 1900. | 1910. | 1921. | 1931. | 1948. | 1953. | 1961. | 1971. | 1981. | 1991. | 2001. | 2011. | 2021. |